# Base Naval de Operaciones Antiterroristas Ixtoc-Alfa
Ixtoc-Alfa es una base de operaciones antiterroristas de la Armada de México construida sobre una plataforma artificial, localizada en el golfo de México cerca de los campos de petróleo de Cantarell y Cayo Arcas en la Sonda de Campeche, donde se obtiene 83% de la producción mexicana de petróleo. Opera desde el 22 de diciembre de 2003.
Entre 38 y 45 elementos de las Fuerzas Especiales de México permanecen en ese sitio, realizan patrullajes cercanos y están en espera de una alerta terrorista.  Un helicóptero artillado Mi-17 con capacidad para 29 elementos, así como dos lanchas de intercepción tipo Polaris y Acuario completan la dotación de efectivos, que en teoría pueden desplazarse en 20 minutos a atender una emergencia en alguna de las 25 instalaciones de la zona clave. El área también esta permanente patrullada por dos patrulleras lanzamisiles Clase Huracán así como por aviones Grumman E-2 Hawkeye de alerta temprana aérea.